# Okenia distincta
Okenia distincta Baba, 1940 è un mollusco nudibranchio della famiglia Goniodorididae.
L'epiteto specifico deriva dal latino distinctus, cioè vario, ornato, distinto.